# Zombie-Loan
Zombie-Loan (ゾンビローン Zonbi Rōn?), estilizado como ZOMBIE-LOAN, es una serie de manga escrita e ilustrada por el dúo Peach-Pit. Fue publicada por Square-Enix en la revista shōnen GFantasy. Una adaptación a serie de anime realizada por XEBEC M2 se estrenó por TV Asahi en julio de 2007, con un total de 13 episodios, finalizando en septiembre de ese mismo año 2007. Dos episodios más aparecieron en el 7° DVD en abril de 2008, pero no fueron oficialmente trasmitidos por televisión.

## Argumento
Michiru Kita es una joven que posee ojos de Shinigami, por lo que puede ver "anillos" alrededor de los cuellos de las personas. Un anillo gris, cuando aparece alrededor del cuello, simboliza la muerte inminente de la persona. Pasado el tiempo, el anillo se va oscureciendo, y una vez que esté totalmente negro, la persona muere. Estos anillos son imperceptibles para cualquier otra persona. Chika Akatsuki y Shito Tachibana, dos muchachos compañeros de clase de la protagonista, tienen anillos negros alrededor de sus cuellos, pero para su sorpresa no están muertos. Esto se debe a que los dos muchachos hicieron un contrato con una oficina secreta de préstamo llamada Zombie-Loan. Para mantenerse con vida, los dos tienen que buscar a zombis para la oficina (personas con anillos negros en el cuello). Cuando se enteran de las habilidades de Michiru, la reclutan para ayudarlos en su tarea haciendo que su vida se vuelva más complicada.

## Personajes
Michiru Kita (紀多 みちる?)
Seiyū: Hōko Kuwashima
Michiru posee "ojos" de Shinigami, lo cual le permite ver anillos de muerte en el cuello de las personas, indicando cuando se aproxima el día de su muerte. Sin embargo, ella odia este "don" desde que vio los anillos oscuros alrededor de los cuellos de sus padres, quienes murieron en un accidente después de que los mismos se tornaran negros. Por eso, decide usar lentes que pueden someter a su don, permitiéndole que viva normalmente. Aunque, desde la muerte de sus padres, ella ha sentido una satisfacción personal entumecida con la vida, una actitud que disgusta a Shito; sin embargo a medida que pasa el tiempo ella va cambiando y se propone proteger a Chika y a Shito. Es muy amable con todos y suele ser muy sumisa al principio, pero decide entrenar sus ojos, ya que ellos pueden ser más fuerte de lo que son, con la ayuda de Zarame sus ojos pueden localizar por sí mismos a los zombis, al igual que los de los Shinigamis. En el manga, el cual continúa la historia del anime, Michiru tiene una corta relación amorosa con Sousetsu, y al terminarla empieza una atracción por Chika. Por otra parte no se da cuenta de lo que Zen siente por ella.
Chika Akatsuki (赤月 知佳?)
Seiyū: Ken'ichi Suzumura
Chika es conocido como "Chico B", "B" o "B-san" (algo que lo irrita), después de sobrevivir junto a un accidente con Shito, seis meses antes del inicio de la serie. Chika está ligado a Shito por una cadena espiritual, que no se puede ver por la gente normal. Esta cadena permite que cambie su mano derecha con Shito; debido a los términos de su contrato, sus manos derechas verdaderas, que fueron perdidas en el accidente, fueron cambiadas cuando fueron restablecidas por el Zombie-Loan. Con la mano derecha de Shito, que es realmente mano derecha original de él, tiene la capacidad de generar una katana que posee habilidades Shinigami. Aunque tienen voluntad y emociones libres, Chika y Shito todavía se consideran zombis, así que su última meta es recuperar sus vidas de nuevo. Normalmente no se lleva bien con Shito ya que sus personalidades y caracteres son opuestos. Chika tiene un carácter fuerte, y hasta cierto punto apático, aunque luego cambia a una personalidad enérgica y alegre, al hablar y divertirse más que el propio Shito. Adora a su hermanita menor Momoka, pero ella parece no prestarle mucha atención, lo contrario que con su padre, que se muestra indiferente con él, a pesar de que su padre es muy cariñoso con él. 
Shito Tachibana (橘 思徒?)
Seiyū: Takahiro Sakurai
Shito es conocido como "Chico A", "A" o "A-san" por la mayoría de los estudiantes en su escuela. Debido a su actitud, las estudiantes lo ven como ídolo, aunque él parece no prestarle importancia. Él es generalmente una persona mucho más accesible y amable que Chika, pero su actitud verdadera es de un chico frío e indiferente. Shito está ligado a Chika por una cadena espiritual. Cuando él usa la mano derecha de Chika, puede generar un revólver Ruger Redhawk, que tiene la energía de dañar zombis con sus balas espirituales usando su propio ectoplasma. Al igual que Chika, su meta es la de recuperar su vida de nuevo de modo que él pueda vivir como un ser humano normal. Aunque están siempre juntos, Chika y Shito no son amigos; solamente están unidos por el hecho de que si se separan demasiado sus manos (las que están encadenadas) derechas comenzarán a descomponerse. Supuestamente le ofrecieron el contrato al mismo tiempo que Chika durante el accidente, pero en realidad es que su madre era un cadáver cuando dio a luz a Shito, por lo tanto murió muchísimo antes. Él es el heredero de la mafia Xu Fu ya que ha vivido por siglos con la apariencia de un chico de 16. 
Koyomi Yoimachi/ Yomi Yoimachi
Seiyū: Kana Ueda
Koyomi es muy alegre y amable, pero tiene un pequeño defecto: en cada reunión que tienen se la pasa tomando "fantan" y al hacerlo, se queda dormida. Parece poseer una doble personalidad que se hace llamar Yomi, la cual se siente atraída por Michiru, por lo que cada vez que la ve, se le acerca y la besa (o hace otras cosas) lo cual suele hacer sonrojar y molestar a Michiru. Parece que Yomi puede ver pequeñas cosas de la muerte (tal y como lo demuestra en el capítulo 4) algo que la hace ver como una psíquica. Normalmente es difícil tratar con ella y solo Michiru puede "despertarle". en el manga, se descubre que en realidad la personalidad de "yomi", es un chico, y a la persona que ama koyomi es en realidad Shito. Yomi es el resultado de la mezcla de todas las almas de los bebés varones que fueron abortados en la familia Yoimachi, colocado dentro de Koyomi. 
Bekko / Watashimori
Bekko, conocido también como Ferryman (Watashimori), es el encargado de Zombi-Loan. Tiene una actitud seria, aburrida y aspecto de ser alguien un poco mayor. En los últimos dos capítulos del anime se revela que es parte de la organización de embarcadores de almas la cual le dio permiso de crear la agencia Zombi-Loan. En mangas posteriores al anime, se revela que Bekko conoció a Chika y Shito antes de que ellos murieran, e incluso les advirtió de su muerte.
Yuuta
Seiyu: Chiwa Saito
Es el ayudante de la oficina de préstamos. Posee un aspecto andrógino y tiene la habilidad única para curar usando ectoplasma (es el único miembro del Z-Loan que no puede luchar contra los zombis por no tener arma). Al parecer, siente cierta fascinación por la sangre y siempre que alguien sale lastimado no se lo toma en serio, si bien siempre cumple con su trabajo de médico. Fundamentalmente se ocupa de la recopilación de datos, los tratamientos médicos, contestar el teléfono (en varios momentos de manga aparece lanzando amenazas ridículas a clientes de la organización) y servir el té. 
Le gusta bromear y a menudo habla con sus manos, llamadas KenKen (Su mano derecha, brusca y sin educación) y KonKon (Su mano izquierda, tímida e intelectual). Él también es un zombi con un préstamo. Se destaca por usar ropa al estilo Kodona y Loli-Shota, siempre con orejas de animales. El y Bekko son similares en el sentido de que ambos tienen un buen ojo para el dinero.
El personaje de Yuuta parece haber sacado su apariencia de Souseiseki de Rozen Maiden (manga de las mismas autoras publicado un año antes) si bien no su personalidad.
Hakka
Presidente de la organización de embarcadores de almas y secretamente, líder de la ARC. Tiene una actitud homosexual e infantil pero cuando esta con la ARC, toma una actitud cruel y seria (que da a pensar que la primera es fingida). Algo curioso de Hakka es el hecho de que tiene permiso de crear su propia agencia (Alive-loan) donde puede crear sus propios zombis con permiso de la organización, y aun así, en la ARC crea zombis ilegales. También, como miembro de la organización está buscando a los de la ARC (o sea, trata de atraparse a sí mismo). Parece ser muy fuerte puesto que puede paralizar con facilidad a Shiba y puede quitarle los núcleos espirituales a prácticamente quien quiera.
Shiba Reichiro
Era el mejor amigo de Chika, hasta que un día se suicidó (cosa que no supo Chika) y fue revivido por la ARC. Se hizo llamar la "mariposa" y se volvió un asesino serial con muchos seguidores. Shiba subía fotos de sus víctimas a Internet. Utilizaba a las personas para aprender a controlar el poder de control y levitación de su arma (cuchillo) el cual al principio no logró muy bien lo que ocasionó la muerte de sus víctimas. Fue asesinado por Michiru, usando la pistola de Shito como su única alternativa para salvarse y Chika se deprimió un poco por eso. Extrañamente Shiba reaparece pero ya no como zombi, si no como Shinigami (aparentemente le robó el núcleo espiritual a uno). Después en el manga, Shiba parece gustarle Michiru, pero parece tomarlo solo como detonante de diversión.
Zen Inubashiri 
Es un estudiante del tercer año de secundaria a pesar de su corta estatura, y también el líder de A-Loan, su arma son las espadas dobles. Suele discutir mucho con Chika. Se enamoró profundamente de Michiru cuando esta le vendó una herida, algo que no acepta, sin embargo al encontrarse de nuevo con ella la saluda con un "Hola, chica de lentes". En el manga es utilizado como un títere por Chitose, el cual es miembro de la ARRC, y es obligado a luchar tanto contra Z-Loan como contra su propio equipo. Su Seiyū es Motoki Takagi.
 Toko Toma 
Ella cursa el segundo año de secundaria, tiene la capacidad de localizar zombis a larga distancia, usando algo así como poderes psíquicos. A pesar de que es una persona amable, parece odiar a Michiru, ya que es bastante obvio que Zen la ama (pero no tan obvio para que la misma se de cuenta de ello), lo cual la pone muy celosa, pues ella lo ama a él. Su actitud es la opuesta a Michiru, ya que siempre piensa positivamente sobre ella misma, mientras que Michiru no suele hacerlo. En el volumen 10 aparece en Hong Kong con la misión de ayudar a secuestrar a Shito para Xu Fu, pero luego ayuda a Z-Loan a rescatarlo. Su Seiyū es Megumi Kojima.
Shuuji Tsugumi 
A pesar de su alta estatura cursa el primer año, su arma es una ametralladora con la cual accidentalmente hirió a Zen la primera vez que se encontraron con Z-Loan, tiene un actitud relajada, siente que es un chico con suerte ya que encontró fácilmente un juguete muy raro en el cereal y ganó la lotería; al parecer está enamorado de Toko, se preocupa tanto por ella que la siguió y buscó en Hong Kong luego de la desaparición de Zen, en donde se encuentra con Shito y Chika y ya que fue envuelto en el problema también, decide ayudarlos a e
scapar del enrredo entre la mafía Xu Fu y Toho. Su Seiyū es Daisuke Ono.
Zarame 
Es una entidad desconocida, su cuerpo entero excepto su ojo izquierdo están vendados completamente. Él es considerado un Shinigami. Suele aparecer en forma de un pequeño muñeco, eso se debe a que su fuente de poder llamado "Núcleo" fue robado por un humano, que resulta ser Shiba. Pero en el capítulo 41 del manga se revela que puede materializarse en su forma de shinigami adulto por corto tiempo, pero siempre y cuando Michiru esté cerca de él. Puede invocar una hoz a su voluntad, pero su tamaño depende de la forma en la que esté. Su lenguaje solo es entendido por Koume y Michiru, aunque la mayor parte de lo que dice son insultos como: "cállate" o "te mataré" y "juro que te cortaré la lengua si no te callas". Parece ser que Yomi también puede entenderlo. Actualmente él aún no ha podido conseguir su núcleo, pero está acostumbrado a su nueva forma, lo cual ya no le molesta. Le ha tomado mucho cariño a Michiru siendo así, su protector. También él sabe el secreto de Michiru, ya que sus ojos no son de un shinigami como se creía, solo Yomi y él lo saben. Ya que no habla, no tiene seiyu.
Koume
Es una niña que trabajaba para Zarame, pero luego de que perdió su núcleo fue despedida y ahora trabaja en distintos lugares del mundo sobrenatural, siempre ofreciendo ayuda a Z-Loan. Ella siempre habla de forma muy inexpresiva. Y es una de las pocas personas que puede entender a Zarame, al cual suele llamar "Zarame-sama". Su Seiyū es Kawasumi Ayako.
Shimotsuki Kuze 
Seiyū: Saori Gotō
Es la directora del dormitorio donde viven Michiru y el resto. Ella es aficionada de todo lo que tenga relación a los detectives. A pesar de su apariencia tiene alto conocimiento y generalmente habla como si fuera adulta. Tras el viaje a las aguas termales y en el, encuentro de un hombre lobo que después es llamado Lyca, lo doma y adopta, enseñándole como ser más humano o al menos sociable. Se sabe que tienen poderes misteriosos que ella utiliza para domar a Lyka, así como las capacidades que le permiten abrir "puertas" a diferentes mundos sobrenaturales. También sabe mucho sobre de Bekko y WFO.
Lyca/Raika
Es un hombre lobo que ha vivido por largo tiempo, encontrado en el viaje a las aguas termales. Es adoptado por Shimotsuki la cual le enseña mucho, y gracias a su habilidad de rápido aprendizaje se vuelve muy sociable luego de un tiempo, tanto que Shimotsuki piensa en inscribirlo en la escuela. Algo curioso es que a pesar de aprender el lenguaje humano sigue refiriendo a él mismo en tercera persona. según Shimotsuki su entrenamiento es perfecto, excepto por un pequeño detalle, pasa tanto tiempo con ella que ha desarrollado disgusto por los hombres, así que cuando ella se lo presta a Z-Loan solo suele estar con Michiru ya que si Chika o Shito se acercan demasiado a él los muerde. Es muy protector con Shimotsuki ya que fue gracias a ella que ahora es Lyca y puede detectar cualquier "puerta" que conduce a otros mundos sobrenaturales abierta por ella. Su Seiyū es Kakihara Tetsuya.

## Adaptaciones

### Manga
Creado por el dúo de mangakas Peach-Pit, Zombie-Loan se publicó por primera vez en mayo de 2003. Mensualmente se publica en la revista GFantasy, y cuenta con 9 tankobon, sin haber finalizado aún. Ha sido licenciado en Estados Unidos por Yen Press.
| Volumen | ISBN               | Fecha de publicación en Japón |
| ------- | ------------------ | ----------------------------- |
| 01      | ISBN 4-7575-0949-9 | mayo de 2003                  |
| 02      | ISBN 4-7575-1111-6 | 27 de diciembre de 2003       |
| 03      | ISBN 4-7575-1286-4 | 27 de septiembre de 2004      |
| 04      | ISBN 4-7575-1398-4 | 26 de marzo de 2005           |
| 05      | ISBN 4-7575-1483-2 | 18 de julio de 2005           |
| 06      | ISBN 4-7575-1614-2 | 27 de enero de 2006           |
| 07      | ISBN 4-7575-1807-2 | 27 de octubre de 2006         |
| 08      | ISBN 4-7575-2036-0 | 27 de junio de 2007           |
| 09      | ISBN 4-7575-2037-9 | 17 de noviembre de 2007       |
| 10      | ISBN 4-7575-2290-9 | 27 de mayo de 2008            |

### Anime
Producida por XEBEC M2 fue estrenada por TV Asahi el 3 de julio de 2007, los martes en Japón. Está compuesta por 11 episodios, el último siendo emitido el 11 de septiembre del mismo año. Se espera un décimo segundo y decimotercer episodio en la versión DVD, pero no se ha anunciado si van a ser transmitidas por televisión aún. El anime es prácticamente fiel al manga con la excepción de detalles pequeños y la reducción de sangre, ya que aunque la serie no lo es, el manga posee algunas escenas que son consideradas gore.
| #  | Título                                                    | Estreno                     |
| -- | --------------------------------------------------------- | --------------------------- |
| 1  | «Ojos de Shinigami» «Shinigami no Me» (死神の目)          | 3 de julio de 2007          |
| 2  | «¿Vas a morir?» «Ittoku?» (逝っとく?)                     | 10 de julio de 2007         |
| 3  | «Lengua de un hombre muerto» «Shisha no Shita» (死者の舌) | 17 de julio de 2007         |
| 4  | «Sonido de una mariposa» «Chō no Haoto» (蝶の羽音)        | 24 de julio de 2007         |
| 5  | «Sacrificio» «Nie» (贄)                                   | 31 de julio de 2007         |
| 6  | «Deseo de libertad» «Jiyū e no Katsubō» (自由への渇望)    | 7 de agosto de 2007         |
| 7  | «Un corazón vagabundo» «Samayō Kokoro» (彷徨う心)         | 14 de agosto de 2007        |
| 8  | «Fractura» «Danretsu» (断裂)                              | 21 de agosto de 2007        |
| 9  | «Cadáver viviente» «Ikita Shikabane» (生きた屍)           | 28 de agosto de 2007        |
| 10 | «El cadáver libera magia» «Shikai no Hō» (尸解の法)       | 4 de septiembre de 2007     |
| 11 | «Vida y muerte» «Inochi to, Shi to» (命と、死と)          | 11 de septiembre de 2007    |
| 12 | «El destino del anillo» «Unmei no Wa» (運命の輪)          | abril de 2008 (Solo en DVD) |
| 13 | «Lo que queremos proteger» «Mamoritai» (守りたい)         | abril de 2008 (Solo en DVD) |